# 巷贤镇
巷贤镇，是中华人民共和国广西壮族自治区南宁市上林县下辖的一个乡镇级行政单位。

## 行政区划
巷贤镇下辖以下地区：
高贤社区、六联村、苏仁村、长联村、兴塘村、木字村、三水村、卢柱村、耀河村、万嘉村、大山村、光全村和五村。